# 亚胺培南/西司他丁
亚胺培南/西司他丁 （INN：imipenem/cilastatin），商品名有泰能（Tienam）、泰寧等，是一种碳青黴烯类药物，用于治疗各类严重感染的复方抗生素制剂。它由亚胺培南和西司他丁的组合制成，通过静脉注射或肌肉注射给药。临床应用其钠盐的形式，即亚胺培南西司他丁钠（默沙东上市商品名为 Tienam）。
该药常见的副作用包括恶心，腹泻和注射部位的疼痛，其他副作用包括伪膜性结肠炎和过敏反应（包括过敏性休克）。
亚胺培南属于碳青霉烯类药物，其抗菌活性强，通过干扰细菌的细胞壁合成发挥药理作用，但在体内易被肾脏中的脱氢肽酶-1（dehydropeptidase-1，DHP-1）水解而失效；而西司他丁则通过阻断肾脱氢肽酶-1的活性,保护亚胺培南免受水解，来提高亚胺培南的稳定性而发挥抗菌作用。
它被列于世界卫生组织基本药物清单，是卫生系统所需的最有效和最安全的药物之一。

## 临床应用
亚胺培南西司他丁钠用于下呼吸道感染、尿路感染、腹腔内感染、妇科感染、细菌性败血症、骨和关节感染、皮肤和组织感染和心内膜炎等严重的复杂感染，但不适用于脑膜炎患者 。 
亚胺培南西司他丁钠抗菌谱广且安全性高，故实际临床应用中通常将其作为严重感染患者（尤其是ICU中的感染患者）的首选用药或基础用药，以确保抗菌谱能覆盖绝大多数致病菌而发挥紧急治疗的作用。为了减少耐药菌的产生，一般在轻中度感染的治疗中不推荐使用该药。 
临床静脉注射用的亚胺培南西司他丁钠中含有少量碳酸氢钠作为缓冲盐，  而肌肉注射用的亚胺培南西司他丁钠则不需要碳酸氢钠缓冲液。 

## 不良反应
该药常见不良反应包括中枢神经系统兴奋和胃肠道反应等，较为严重的不良反应包括过敏性休克、药疹、出血、惊厥、意识障碍、静脉炎和肝脏血清转氨酶升高等。     
目前尚不清楚怀孕期间使用该药对婴儿是否安全， 但该药可随母乳分泌，因此只有在症状严重时才能在怀孕或哺乳期间使用。亚胺培南西司他丁钠主要经肾排泄，故肾功能不全患者应谨慎使用。{ 
对β-内酰胺类药物过敏的患者对亚胺培南也可能产生过敏反应。有脑部疾病（如癫痫、头部损伤和脑肿瘤等）、肝功能不全和严重胃肠道疾病的患者应慎用该药。

### 肝毒性
在大型临床试验中，约6％的患者服用该药物5至14天后发生了与亚胺培南相关的血清转氨酶水平短暂无症状升高。 亚胺培南西司他丁钠一般很少会造成更严重的肝损伤，但在该药物的前瞻性试验中，0.1％的患者报告了黄疸和肝脏功能异常。 已有几例临床病例报道亚胺培南西司他丁钠和其他碳青霉烯类抗生素在治疗期间或治疗后不久引发了胆汁淤积性黄疸。 该过程通常是自限性的，且碳青霉烯类抗生素与急性肝功能衰竭的病例无关。研究认为碳青霉烯类引起的胆汁淤积性肝炎可能是自身过敏所导致的，一些无法耐受的患者可以使用抗组胺药、熊去氧胆酸或消胆胺等对与胆汁淤积相关的瘙痒症进行对症治疗。

## 药物相互作用
能与亚胺培南西司他丁钠发生相互作用的药物包括：丙戊酸钠（德巴金）、更昔洛韦、丙磺舒以及其他β内酰胺类抗生素。

## 作用机制
亚胺培南/西司他丁具有广谱抗菌特性。 亚胺培南是广谱的碳青霉烯类抗生素，通过干扰细菌形成细胞壁的能力起作用，使细菌分解并死亡。如果单独给药，亚胺培南会被肾脱氢肽酶1（DHP-1）迅速降解失活，且其代谢物可导致肾脏损害。  西司他丁是一种DHP-1抑制剂，将其与亚胺培南配伍可提高亚胺培南的化学稳定性，进而增加亚胺培南的半衰期和组织渗透能力。 与其他碳青霉烯类似，亚胺培南/西司他丁与细菌青霉素结合蛋白结合，干扰细菌细胞壁的完整性和合成。 它具有抗许多需氧和厌氧革兰氏阳性和革兰氏阴性生物的活性，包括金黄色葡萄球菌，酿脓链球菌，无乳链球菌，草绿色链球菌 - 链球菌， 粪肠球菌，铜绿假单胞菌，大肠埃希氏菌，奇异变形杆菌，脆弱拟杆菌和消化链球菌属。   

## 药代动力学

### 生物利用度
肌内注射： 
- 亚胺培南：60-75％
- 西司他丁：95-100％

### 组织分布
由于该药为注射给药，故给药后能迅速广泛地分布于大多数组织和液体，包括痰液、胸膜液、腹膜液、间质液、胆汁、房水、生殖器官和骨骼，其中胸水、间质液、腹膜液和生殖器官中的浓度最高，而脑脊液浓度则很低，因为该药无法穿过血脑屏障，该药同时能穿过胎盘屏障，进入母乳。 

### 血浆蛋白结合率
- 亚胺培南：13-21％
- 西司他丁：40％

### 代谢
亚胺培南能在肾脏中被脱氢肽酶1代谢失活，而西司他丁则能抑制肾脱氢肽酶，提高亚胺培南的稳定性。 

### 消除
半衰期（两种药物）为60分钟，肾功能受损者延长。排泄（两种药物）途径主要为尿液，其中约70％为原形药物。

## 药品经济学
亚胺培南西司他丁钠于1987年由默沙东首次以商品名Tienam在美国上市，1994年该药由默沙东以商品名泰能在中国大陆上市。  发展中国家的批发成本约为每疗程12.68美元至60美元。 在美国，一个疗程的费用超过200美元。 